# Matteo Carcassi

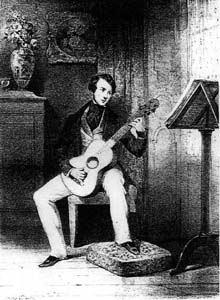
Matteo Carcassi

Matteo Carcassi (* 8. April 1796 in Florenz; † 16. Januar 1853 in Paris) war ein italienischer Gitarrist, Pianist und Komponist, dessen Lehrstücke für Gitarre noch heute unterrichtet werden. Er lebte die meiste Zeit seines Lebens in Paris und gab unter anderem Gitarrenkonzerte in Deutschland, London und Italien. Von seinem Leben ist nur wenig bekannt. Vermutlich war er mit den verschiedenen bekannten Musikinstrumentenbauern namens Carcassi verwandt.

## Leben
Matteo Carcassi wurde in Florenz geboren. Spätestens 1816 lebte er in Paris und ist in einem Pariser Musikerverzeichnis des Jahres 1820 als Komponist, Gitarren- und Klavierlehrer aufgelistet, wohnhaft an der Rue Grange Batelière 8, wo er auch Konzerte gab. Im Jahre 1819 lernte er in Deutschland den französischen Gitarristen und Musikverleger Jean Antoine Meissonnier kennen. Seine ersten Publikationen erfolgten im Jahre 1820, die meisten seiner Werke wurden von Meissonnier in Paris und von B. Schott’s Söhne in Mainz veröffentlicht.
In den 1820er Jahren unternahm Carcassi mehrere Reisen. So gab er wiederholt Konzerte in Deutschland (1819, 1824, 1827) und in London (1822, 1823, 1828), wo er 1828 in den Argyll Rooms die elsässische Sängerin Madame Stockhausen auf der Gitarre begleitete. 1836 gab er in seiner Heimat ebenfalls Konzerte. Im selben Jahr kam in Paris seine dreibändige Gitarrenschule (Méthode complète pour la guitare, Opus 59, und 25 Études mélodiques et progressives, Opus 60) heraus. Er starb unerwartet nach einer kurzen heftigen Krankheit.
Zu seiner Zeit lebten in Paris viele bekannte Gitarristen, so der Italiener Ferdinando Carulli (seit 1806), der ihm 1829 sein Opus 320 (Six Andantes pour guitar) widmete, die Spanier Fernando Sor und Dionisio Aguado (beide seit 1826) und der Franzose Napoléon Coste (seit 1830).

## Werkausgaben (Auswahl)
- Ernst Dahlke (Hrsg.): 3 Sonatinen, op. 1, und 6 Capricen, op. 26 (= Gitarren-Archiv. Band 5). B. Schott’s Söhne, Mainz [1982], DNB 996613420.
- Walter Götze (Hrsg.): 12 leichte Stücke, op. 10 (= Gitarren-Archiv. Band 73). B. Schott’s Söhne, Mainz 1982, DNB 996617116 (Urtextausgabe).
- Ernst Dahlke (Hrsg.): 24 kleine Stücke, op. 21 (= Gitarren-Archiv. Band 6). B. Schott’s Söhne, Mainz [1982], DNB 99661348X.
- Guillaume Tell: Fantaisie, op. 36. In: Rossini für Gitarre (= ZM 31330). Zimmermann, Frankfurt am Main 1997, ISMN 979-0-010-31330-6 (Suche im DNB-Portal).
- Erwin Schwarz-Reiflingen (Hrsg.): Carcassi-Brevier. 54 ausgewählte Stücke; 3 Bände (= Gitarren-Archiv. Band 4a–c). B. Schott’s Söhne, Mainz [1982], DNB 99661317X, DNB 99661334X, DNB 996613390.
- Erwin Schwarz-Reiflingen (Hrsg.): Matteo Carcassi, [25] Melodische und fortschreitende Etüden für Gitarre, opus 60; Revision: Anton Stingl (= Gitarren-Archiv, Band 2). B. Schott’s Söhne, Mainz [1981], DNB 996612998.
- Ruggero Chiesa: Matteo Carcassi, Venticinque [25] studi op. 60. Edizioni Suvini Zerboni, Mailand 1978, OCLC 1228799820.
- Erwin Schwarz-Reiflingen (Hrsg.): 20 ausgewählte Walzer (= Gitarren-Archiv. Band 3). B. Schott’s Söhne, Mainz [1982], DNB 996613064.